# Pseudoscabiosa saxatilis
Pseudoscabiosa saxatilis là một loài thực vật có hoa trong họ Kim ngân. Loài này được (Cav.) Devesa miêu tả khoa học đầu tiên năm 1984.